# Pistolet Beretta Mod. 1934
Beretta M1934 – włoski pistolet samopowtarzalny. Przepisowa broń boczna włoskiej armii podczas II wojny światowej.

## Historia konstrukcji
Na początku lat 30. Regio Esercito (włoska armia) miała na uzbrojeniu siedem typów pistoletów (między innymi Mod.910, Mod.915, Mod.1917) i jeden typ rewolweru (Mod.889), zasilane pięcioma typami amunicji. Skutkowało to dużymi kosztami i utrudniało szkolenie żołnierzy.
Firma Beretta próbowała już w latach 20. zainteresować włoską armię pistoletem Model 1923, ale został on odrzucony przez armię ponieważ był on zasilany amunicją 9 mm Glisenti, która została uznana za nieperspektywiczną. Na początku lat 30. Beretta rozpoczęła produkcję pistoletu Mod.931. Była to opracowana na zamówienia Regia Marina (włoskiej floty) pomniejszona wersja pistoletu Model 1923, zasilana amunicją 7,65 mm Browning.
W rok później powstał eksperymentalny pistolet Mod.932. Był on produkowany w krótkich seriach w wersjach kalibru 7,65 mm Browning i 9 x 17 mm Short (nazywany we Włoszech 9 mm Corto). Ostatecznie armia postanowiła wprowadzić do uzbrojenia pistolet kalibru 9 mm, ale zażądała wprowadzenia zmian w konstrukcji mechanizmu spustowo-uderzeniowego. Kurek pistoletu miał zostać wyposażony w ząb zabezpieczający blokujący częściowo napięty kurek. Zmodyfikowany pistolet otrzymał oznaczenie Mod.934.
Ostatecznie 2 sierpnia 1935 roku włoskie ministerstwo wojny zamówiło w firmie Beretta 150 000 pistoletów M1934. W następnych latach nastąpiło oficjalne wycofanie starszych wzorów broni krótkiej z uzbrojenia wojsk lądowych i zastąpienie ich M1934 (wycofane wzory uzbrojenia były nadal używane przez jednostki tyłowe). Marynarka wojenna i lotnictwo przyjęły do uzbrojenia pistolet Beretta M1935, podobny do M1934, ale kalibru 7,65 mm Browning.
W 1937 Beretta rozpoczęła produkcję pistoletu Mod.937. Była to wersja pistoletu M1934 przeznaczona do sprzedaży na rynku cywilnym. Ponieważ prawo włoskie zabrania cywilom posiadania broni strzelającej amunicją używaną przez wojsko, była ona sprzedawana wyłącznie poza granicami Włoch. Pod koniec lat 30., powstała także eksperymentalna wersja pistoletu M1934 wyposażona w szkielet aluminiowy, ale nie była ona produkowana seryjnie.
W czasie drugiej wojny światowej w pistolety M1934 uzbrojeni byli oficerowie i obsługa broni zespołowej. M1934 okazał się bronią niezawodną, ale zastosowana amunicja sprawiała, że słabo spisywał się jako pistolet wojskowy. Mała masa i wymiary były dużymi zaletami ale zdolność obalająca pocisków była zdecydowanie zbyt niska.
Po kapitulacji Włoch w 1943 roku zakłady Beretta zostały przejęte przez władze niemieckie. Ponieważ Wehrmacht nie używał pistoletów kalibru 9 mm Short produkcję pistoletu Mod.934 wstrzymano. Produkcję pistoletu M1934 na potrzeby armii włoskiej wznowiono po wyzwoleniu zakładów i trwała ona do 1949 roku. W 1948 roku rozpoczęto produkcję pistoletu Mod.948 o konstrukcji opartej na M1934. Włoska armia zastąpiła pistolet M1934 w latach pięćdziesiątych pistoletem Beretta 951.
W 1954 roku produkcję pistoletu M1934 wznowiono. Pistolety były produkowane na rynek krajowy (tylko dla służb mundurowych) oraz na eksport. Produkcję ponownie zakończono w 1967 roku, ale trzy lata później wznowiono ją ponownie i tym razem kontynuowano do 1980 roku.
W 1991 roku w zakładach Beretta złożono ze zmagazynowanych części zamiennych 4500 egzemplarzy Beretty M1934 przeznaczonych na rynek kolekcjonerski.

## Opis techniczny
Pistolet Beretta M1934 działał na zasadzie wykorzystania energii odrzutu zamka swobodnego. Mechanizm spustowy bez samonapinania kurka umożliwiał tylko ogień pojedynczy. Bezpiecznik skrzydełkowy po lewej stronie szkieletu blokujący spust. Dodatkowo pistolet był wyposażony w bezpiecznik magazynkowy (blokujący kurek po wyjęciu magazynka), od strzałów przedwczesnych (jego rolę pełniła odpowiednio ukształtowana szyna spustowa) oraz ząb zabezpieczający na kurku. Lufa miała 6 bruzd prawoskrętnych o skoku 250 mm. Przyrządy celownicze stałe (muszka i szczerbinka).